# Tsuruyo Kondo
Tsuruyo Kondō, född 1901, död 1970, var en japansk politiker. 
Hon var minister för teknik och vetenskap 1962–1963. Hon var den andra kvinna som blivit minister i Japan.